# كلايف فاركوهار
كلايف فاركوهار (بالإنجليزية: Clive Farquhar)‏ هو لاعب اتحاد الرغبي أسترالي، ولد في 1896 في سيدني في أستراليا، وتوفي في 1941.